# Dschungelzwergfischer
Der Dschungelzwergfischer (Ceyx erithaca, Syn.: Ceyx erithacus), auch Orientalischer Zwergfischer, ist ein asiatischer Eisvogel.

## Merkmale
Der Dschungelzwergfischer, der nur bis zu 14 cm groß wird, besitzt eine dunkelblaue bis schwarze Oberseite. Diese Rückenfärbung unterscheidet ihn vom Rotrückenfischer, der ebenfalls in Südostasien beheimatet ist. Sein Kopf ist orange mit einem violetten Schimmer. Bei Jungtieren ist der untere Teil des Körpers weiß mit einem orangen Brustring und der Schnabel gelb-orange.

## Verbreitung
Sein natürliches Verbreitungsgebiet liegt in Süd- und Südostasien (Bangladesch, Bhutan, Brunei, Kambodscha, China, Indien, einschließlich der Andamanen und Nikobaren, Indonesien, Laos, Malaysia, Myanmar, Sri Lanka, Thailand und Vietnam). In Singapur gilt er als ausgestorben.

## Nahrungserwerb
Wie die meisten Eisvögel der Gattung Ceyx jagt der Vogel von einer Sitzwarte aus. Sein Nahrungserwerb ist hauptsächlich terrestrisch und besteht vorwiegend aus Insekten und anderen wirbellosen Tieren.

## Systematik
Von einigen Zoologen wird der Rotrückenfischer nur als Farbvariation des Dschungelzwergfischers angesehen.
In Borneo, wo beide Eisvögel gemeinsam vorkommen, paaren sie sich miteinander und es kommen alle Abstufungen zwischen der rot-violetten und der schwarz-blauen Oberseite vor. Auch auf Sumatra und der malaiischen Halbinsel (bis Kuala Lumpur) gibt es Zwischenformen.
Es wurden darüber hinaus drei Unterarten beschrieben:
- Ceyx erithaca erithaca (Linnaeus, 1758)[2] kommt von Indien und Sri Lanka bis in den Südosten Chinas, Indochinas und Sumatras vor.
- Ceyx erithaca macrocarus Oberholser, 1917[3] ist auf den Andamanen und Nikobaren verbreitet.
- Ceyx erithaca motleyi Chasen & Kloss, 1929[4] kommt auf Mindoro, auf Palawan und auf Tawi-Tawi Island, auf Simeuluë, auf Nias und auf den Batu-Inseln, auf Bangka und auf Belitung, auf Java, auf Borneo bis Flores und Pantar vor.

Ceyx erithaca capta Ripley, 1941 und Ceyx erithaca jungei Ripley, 1942 und Ceyx erithacus vargasi Manuel, 1939 als Synonym  zu C. e. motleyi betrachtet.
Folgt man Haw Chuan Lim, Frederick Halsey Sheldon und Robert Glen Moyle so handelt es sich beim Rotrückenzwergfischer (Ceyx rufidorsa Strickland, 1847) um eine Morphe des Dschungelzwergfischer.

## Etymologie und Forschungsgeschichte
Die Erstbeschreibung des Dschungelzwergfischers erfolgte 1758 durch Carl von Linné unter dem wissenschaftlichen Namen Alcedo erithaca. Als Heimat gab er Bengalen an. 1799 führte Bernard Germain Lacépède die neue Gattung Ceyx. Dieses Wort leitet sich vom griechischen »cēyx, cēykos κηυξ, κηυκος« für einen Meeresvogel, den Dionysios von Halikarnassos und Lukian von Samosata erwähnten und für einen Halcyon und damit Eisvogel hielten, ab. In der griechischen Mythologie verwandelte sich Keyx in einen Liest. Der Artname »erithaca« leitet sich vom lateinischen »erithacus« für »einen unbekannten kleinen Vogel« ab. »Macrocarus« ist ein griechisches Wortgebilde aus »macros μακρος« für »lang groß, hoch« und »carēκαρη« für »Kopf«. Schließlich ist »motleyi« ist dem englischen Minen-Ingenieur James Motley (1822–1859), »vargasi« dem philippinischen Anwalt und Politiker Jorge Bartolomé Vargas y Celis (1890–1980) gewidmet.